# جامعة كيبك في شيكوتيمي
جامعة كيبك في شيكوتيمي (بالإنجليزية: Université du Québec à Chicoutimi)‏ و (بالفرنسية | Université du Québec à Chicoutimi) وتُعرف اختصارًا بـUQAC وهي فرع من جامعة كيبك، هي جامعة تأسست في عام 1959. وتتخذ من شيكوتيمي مقرًا لها التي تتبع لمنطقة ساغينيه الإدارية في منطقة كيبك في دولة كندا. كما أن جامعة UQAC لها فرع ثاني في مدينة مالبي، كيبك. في عام 2003م، سجل 6583 طالب كما عمل 209 بروفيسور لصالح الجامعة، مما يجعلها ثالث أكبر جامعة في كيبك بعد جامعة كيبك في مونتريال وجامعة كيبك في تروا ريفيير.

## وصلات خارجية
الموقع الإلكتروني